# Tojásízület
A tojásízület (articulatio ellipsoidea) egy ovális ízületi fej és egy ellipszis alakú ízületi árok ízesülése.  Ezzel két tengelyű mozgást hajthatunk végre, a flexiót és extensiót, illetve addukciót és abdukciót és ezeknek az együttes mozgását (circumductio).

## Példák
Többek között itt található: 
- a csuklónál
- a kéz ujjperccsontjainál
- a láb ujjperccsontjainál

## Fordítás
Ez a szócikk részben vagy egészben  a   Condyloid joint című angol Wikipédia-szócikk ezen változatának fordításán alapul.  Az eredeti cikk szerkesztőit annak laptörténete sorolja fel. Ez a jelzés csupán a megfogalmazás eredetét és a szerzői jogokat jelzi, nem szolgál a cikkben szereplő információk forrásmegjelöléseként.